# Hittner
Hittner d.o.o ime je za hrvatsku tvrtku koja proizvodi mehanizaciju za primarnu proizvodnju (poljoprivredu i šumarstvo). Sjedište tvrtke je u Bjelovaru.

## Povijest
Tvrtku Hittner osnovao je Stjepan Hittner, a početak je bila tvrtka Metalservis koja se bavila održavanjem strojeva, motora i postrojenja i osnovana je 1987. godine. Tri godine poslije 1990., Metalservis se pretvara u društvo s ograničenom odgovornošću koja je nastavila sa svojim uslugama. Svoj prvi šumski traktor EcoTrac 33V, izlazi na tržište 2000. godine, a godinu dana poslije izlazi poboljšani model EcoTrac 55V. Proizvodnja se proširuje 2001. godine kupnjom tvrtke za proizvodnju automobilskih dijelova TAD, i spojena tvrtka dobiva ime Metalservis-TAD d.o.o, tako da tvrtka ulazi u proizvodnju rezervnih dijelova za automobile. Iste godine izlaze novi modeli šumskih traktora EcoTrac 72V i EcoTrac 120V. Tvrtke mijenja ime u Hittner d.o.o 2004. godine, a godinu dana poslije na tržište izlaze mali zglobni traktori EcoTrac 21, 30 i 32 koji su slični proizvodima tvrtke Tomo Vinković koji su bili popularni na malim hrvatskim poljoprivrednim domaćinstvima. 

## Proizvodi
- Šumski traktori
  - EcoTrac 50V
  - EcoTrac 120V
  - EcoTrac 140V

- Poljoprivredni traktori
  - EcoTrac 21
  - EcoTrac 30
  - EcoTrac 30 Transporter
  - EcoTrac 40

- Priključi
  - Rotacione kosilice (prednja ili stražnja=
  - Freze
  - Plugovi
  - Prikolice

## Vanjske poveznice
- Službene stranice tvrke Hittner d.o.o